# Trichocera lackschewitzi
Trichocera lackschewitzi är en tvåvingeart som beskrevs av Lantsov 1987. Trichocera lackschewitzi ingår i släktet Trichocera och familjen vintermyggor. Inga underarter finns listade i Catalogue of Life.